# Aïn ez Zarqa
Aïn ez Zarqa är en källa i Libanon.   Den ligger i guvernementet Mohafazat Baalbek-Hermel, i den nordöstra delen av landet, 100 kilometer nordost om huvudstaden Beirut. Aïn ez Zarqa ligger 664 meter över havet.
Terrängen runt Aïn ez Zarqa är varierad. Närmaste större samhälle är El Hermel, 4,8 kilometer norr om Aïn ez Zarqa. 
Omgivningarna runt Aïn ez Zarqa är i huvudsak ett öppet busklandskap. Runt Aïn ez Zarqa är det ganska tätbefolkat, med 80 invånare per kvadratkilometer.